# ديفيد واتسون (لاعب دوري الرغبي)
ديفيد واتسون (بالإنجليزية: David Watson)‏ هو لاعب دوري الرغبي أسترالي، ولد في 1900، وتوفي في 1982.